# Mika Sugimotová
Mika Sugimotová (* 27. srpna 1984 Itami, Japonsko) je bývalá japonská zápasnice–judistka, stříbrná olympijská medailistka z roku 2012.

## Sportovní kariéra
S judem začínala na základní škole v 9 letech. V japonské seniorské reprezentaci se poprvé objevila v roce 2003 jako studentka Cukubské univerzity. Po skončení studií v roce 2007 byla zaměstnaná u strojírenské firmy Komatsu. V roce 2010 měla životní sezonu, vyhrála asijské hry a na domácím mistrovství světa v Tokiu získala titul v těžké váze i v kategorii bez rozdílu vah.
V roce 2012 startovala na olympijských hrách v Londýně a bez většího zaváhání postoupila do finále, ve kterém se utkala s Kubánkou Idalis Ortízovou. Taktické finále se odehrávalo pouze v boji o úchop a v regulérní hrací době i prodloužení skončilo nerozhodně. Při hantei rozhodčí vzali v potaz její napomenutí za pasivitu a zvedli praporky ve prospěch její soupeřky. Získala stříbrnou olympijskou medaili. Vzápětí ukončila sportovní kariéru. Věnuje se práci instruktorky juda v Komatsu.
Mika Sugimotová byla pravoruká judistka, její specialitou byla technika o-guruma.

### Vítězství
- 2005 – 1x světový pohár (Praha)
- 2006 – 1x světový pohár (Budapešť)
- 2009 – 1x světový pohár (Rio)
- 2011 – 2x světový pohár (Düsseldorf, Kano Cup)

## Výsledky

### Váhové kategorie
| Turnaj               | 2002       | 2003       | 2004       | 2005       | 2006       | 2007       | 2008       | 2009       | 2010       | 2011       | 2012       |
| Turnaj               | 18         | 19         | 20         | 21         | 22         | 23         | 24         | 25         | 26         | 27         | 28         |
| Turnaj               | těžká váha | těžká váha | těžká váha | těžká váha | těžká váha | těžká váha | těžká váha | těžká váha | těžká váha | těžká váha | těžká váha |
| -------------------- | ---------- | ---------- | ---------- | ---------- | ---------- | ---------- | ---------- | ---------- | ---------- | ---------- | ---------- |
| Olympijské hry       |            |            | —          |            |            |            | —          |            |            |            | 2.         |
| Mistrovství světa    |            | —          |            | —          |            | —          |            | —          | 1.         | 3.         |            |
| Asijské hry          | —          |            |            |            | —          |            |            |            | 1.         |            |            |
| Mistrovství Asie     |            | —          | —          | 1.         |            | —          | —          | —          |            | —          | —          |
| Mistrovství Japonska | ?          | 3.         | 3.         | 3.         | 3.         | 3.         | 3.         | 1.         | 1.         | 1.         | 1.         |
| MS juniorů           | úč.        |            |            |            |            |            |            |            |            |            |            |

### Bez rozdílu vah
| Turnaj               | 2002 | 2003 | 2004 | 2005 | 2006 | 2007 | 2008 | 2009 | 2010 | 2011 | 2012 |
| Turnaj               | 18   | 19   | 20   | 21   | 22   | 23   | 24   | 25   | 26   | 27   | 28   |
| -------------------- | ---- | ---- | ---- | ---- | ---- | ---- | ---- | ---- | ---- | ---- | ---- |
| Mistrovství světa    |      | —    |      | —    |      | —    | 3.   |      | 1.   | 3.   |      |
| Asijské hry          | —    |      |      |      | —    |      |      |      | —    |      |      |
| Mistrovství Asie     |      | —    | 2.   | 1.   |      | —    | 1.   | —    |      | —    | —    |
| Mistrovství Japonska | ?    | ?    | ?    | ?    | 3.   | ?    | ?    | 3.   | 2.   | 1.   | 2.   |